# Martin Smolinski
Martin Smolinski (ur. 6 grudnia 1984 w Gräfelfing) – niemiecki żużlowiec, występujący również na długim torze i na trawie.

## Życiorys

### Kariera sportowa
Trzykrotny finalista IMŚJ. Wielokrotny Indywidualny Mistrz Niemiec na żużlu. Zdobywał też Drużynowe Mistrzostwa Niemiec oraz Drużynowe Mistrzostwa Anglii. Jeździł m.in. w lidze polskiej, niemieckiej, angielskiej i szwedzkiej. W sezonie 2011, powrócił na polskie tory w barwach Startu Gniezno. W sezonie 2013 reprezentował barwy II-ligowego KSM Krosno. W sezonie 2014 był stałym uczestnikiem cyklu Speedwy Grand Prix.
Uczestniczy również w zawodach żużlowych rozgrywanych na długich torach, zdobywając w tej konkurencji m.in. 5 medali indywidualnych mistrzostw świata: 2 złote (2018, 2023) i 3 srebrne (2012, 2019, 2021). Oprócz tego jest złotym (2011) oraz brązowym (2010) medalistą indywidualnych mistrzostw Europy na torze trawiastym.

### Życie prywatne
Dziadek Smolinskiego był Polakiem. Urodził się on i mieszkał nieopodal Katowic, jednak w trakcie II wojny światowej przeniósł się do Bawarii.

## Przynależność klubowa
Niemcy
- AC Landshut (2001–)

Szwecja
- Hammarby Sztokholm (2004)

Wielka Brytania
- Coventry Bees (2004–2007)
- Birmingham Brummies (2012)

Polska
- RKM Rybnik (2006–2007)
- GTŻ Grudziądz (2008)
- KS Toruń (2009)
- Start Gniezno (2011)
- KSM Krosno (2013)
- Motor Lublin (2017)

## Starty w Grand Prix (indywidualnych mistrzostwach świata na żużlu)

### Zwycięstwa w poszczególnych zawodachGrand Prix
| Nr | Dzień      | Rok  | Nazwa                     | Miejscowość | Tor             | Długość toru |
| -- | ---------- | ---- | ------------------------- | ----------- | --------------- | ------------ |
| 1. | 5 kwietnia | 2014 | Grand Prix Nowej Zelandii | Auckland    | Western Springs | 413m         |

### Miejsca na podium
| Nr | Dzień      | Rok  | Nazwa                     | Miejscowość | Tor             | Miejsce | Punkty | Biegi           | Zwycięzca |
| -- | ---------- | ---- | ------------------------- | ----------- | --------------- | ------- | ------ | --------------- | --------- |
| 1. | 5 kwietnia | 2014 | Grand Prix Nowej Zelandii | Auckland    | Western Springs | 1.      | 15     | (2,3,3,w,2,2,3) | —         |

### Punkty w poszczególnych zawodachGrand Prix
| Sezon 2008                   |                       |                        |                         |                                |                                |                                 |                                 |                                 |                       |                            |                          |         |         |         |         |         |         |         |         |         |         |        |        |        |        |        |        |        |        |        |        |        |        |
| GP Słowenii – Krško          | GP Europy – Leszno    | GP Szwecji – Göteborg  | GP Danii – Kopenhaga    | GP Wielkiej Brytanii – Cardiff | GP Czech – Praga               | GP Skandynawii – Målilla        | GP Łotwy – Dyneburg             | GP Polski – Bydgoszcz           | GP Włoch – Lonigo     | GP Finał – Bydgoszcz       | miejsce                  | miejsce | miejsce | miejsce | miejsce | miejsce | miejsce | miejsce | miejsce | miejsce | miejsce | punkty | punkty | punkty | punkty | punkty | punkty | punkty | punkty | punkty | punkty | punkty |        |
| –                            | –                     | –                      | –                       | –                              | –                              | –                               | –                               | –                               | –                     | 0                          | 30                       | 30      | 30      | 30      | 30      | 30      | 30      | 30      | 30      | 30      | 30      | 0      | 0      | 0      | 0      | 0      | 0      | 0      | 0      | 0      | 0      | 0      |        |
| Sezon 2014                   |                       |                        |                         |                                |                                |                                 |                                 |                                 |                       |                            |                          |         |         |         |         |         |         |         |         |         |         |        |        |        |        |        |        |        |        |        |        |        |        |
| GP Nowej Zelandii – Auckland | GP Europy – Bydgoszcz | GP Finlandii – Tampere | GP Czech – Praga        | GP Szwecji – Målilla           | GP Danii – Kopenhaga           | GP Wielkiej Brytanii – Cardiff  | GP Łotwy – Dyneburg             | GP Polski – Gorzów Wielkopolski | GP Nordyckie – Vojens | GP Skandynawii – Sztokholm | GP Polski – Toruń        | miejsce | miejsce | miejsce | miejsce | miejsce | miejsce | miejsce | miejsce | miejsce | miejsce | punkty | punkty | punkty | punkty | punkty | punkty | punkty | punkty | punkty | punkty |        |        |
| 15                           | 7                     | 9                      | 6                       | 3                              | 5                              | 8                               | 6                               | 5                               | 6                     | 7                          | 4                        | 12      | 12      | 12      | 12      | 12      | 12      | 12      | 12      | 12      | 12      | 81     | 81     | 81     | 81     | 81     | 81     | 81     | 81     | 81     | 81     |        |        |
| Sezon 2016                   |                       |                        |                         |                                |                                |                                 |                                 |                                 |                       |                            |                          |         |         |         |         |         |         |         |         |         |         |        |        |        |        |        |        |        |        |        |        |        |        |
| GP Słowenii – Krško          | GP Polski – Warszawa  | GP Danii – Horsens     | GP Czech – Praga        | GP Wielkiej Brytanii – Cardiff | GP Szwecji – Målilla           | GP Polski – Gorzów Wielkopolski | GP Niemiec – Teterow            | GP Sztokholmu – Solna           | GP Polski – Toruń     | GP Australii – Melbourne   | miejsce                  | miejsce | miejsce | miejsce | miejsce | miejsce | miejsce | miejsce | miejsce | miejsce | miejsce | punkty | punkty | punkty | punkty | punkty | punkty | punkty | punkty | punkty | punkty | punkty |        |
| –                            | –                     | –                      | –                       | –                              | –                              | –                               | 8                               | –                               | –                     | –                          | 17                       | 17      | 17      | 17      | 17      | 17      | 17      | 17      | 17      | 17      | 17      | 8      | 8      | 8      | 8      | 8      | 8      | 8      | 8      | 8      | 8      | 8      |        |
| Sezon 2017                   |                       |                        |                         |                                |                                |                                 |                                 |                                 |                       |                            |                          |         |         |         |         |         |         |         |         |         |         |        |        |        |        |        |        |        |        |        |        |        |        |
| GP Słowenii – Krško          | GP Polski – Warszawa  | GP Łotwy – Dyneburg    | GP Czech – Praga        | GP Danii – Horsens             | GP Wielkiej Brytanii – Cardiff | GP Szwecji – Målilla            | GP Polski – Gorzów Wielkopolski | GP Niemiec – Teterow            | GP Sztokholmu – Solna | GP Polski – Toruń          | GP Australii – Melbourne | miejsce | miejsce | miejsce | miejsce | miejsce | miejsce | miejsce | miejsce | miejsce | miejsce | punkty | punkty | punkty | punkty | punkty | punkty | punkty | punkty | punkty | punkty |        |        |
| –                            | –                     | –                      | –                       | –                              | –                              | 1                               | 4                               | 8                               | 4                     | 2                          | 6                        | 17      | 17      | 17      | 17      | 17      | 17      | 17      | 17      | 17      | 17      | 25     | 25     | 25     | 25     | 25     | 25     | 25     | 25     | 25     | 25     |        |        |
| Sezon 2018                   |                       |                        |                         |                                |                                |                                 |                                 |                                 |                       |                            |                          |         |         |         |         |         |         |         |         |         |         |        |        |        |        |        |        |        |        |        |        |        |        |
| GP Polski – Warszawa         | GP Czech – Praga      | GP Danii – Horsens     | GP Szwecji – Hallstavik | GP Wielkiej Brytanii – Cardiff | GP Skandynawii – Målilla       | GP Polski – Gorzów Wielkopolski | GP Słowenii – Krško             | GP Niemiec – Teterow            | GP Polski – Toruń     | miejsce                    | miejsce                  | miejsce | miejsce | miejsce | miejsce | miejsce | miejsce | miejsce | miejsce | miejsce | miejsce | punkty | punkty | punkty | punkty | punkty | punkty | punkty | punkty | punkty | punkty | punkty | punkty |
| –                            | –                     | –                      | –                       | –                              | –                              | –                               | –                               | 1                               | –                     | 29                         | 29                       | 29      | 29      | 29      | 29      | 29      | 29      | 29      | 29      | 29      | 29      | 1      | 1      | 1      | 1      | 1      | 1      | 1      | 1      | 1      | 1      | 1      | 1      |
| Sezon 2019                   |                       |                        |                         |                                |                                |                                 |                                 |                                 |                       |                            |                          |         |         |         |         |         |         |         |         |         |         |        |        |        |        |        |        |        |        |        |        |        |        |
| GP Polski – Warszawa         | GP Słowenii – Krško   | GP Czech – Praga       | GP Szwecji – Hallstavik | GP Polski – Wrocław            | GP Skandynawii – Målilla       | GP Niemiec – Teterow            | GP Danii – Vojens               | GP Wielkiej Brytanii – Cardiff  | GP Polski – Toruń     | miejsce                    | miejsce                  | miejsce | miejsce | miejsce | miejsce | miejsce | miejsce | miejsce | miejsce | miejsce | miejsce | punkty | punkty | punkty | punkty | punkty | punkty | punkty | punkty | punkty | punkty | punkty | punkty |
| –                            | –                     | –                      | –                       | –                              | –                              | 1                               |                                 |                                 |                       | 24                         | 24                       | 24      | 24      | 24      | 24      | 24      | 24      | 24      | 24      | 24      | 24      | 1      | 1      | 1      | 1      | 1      | 1      | 1      | 1      | 1      | 1      | 1      | 1      |

| Statystyki        | Statystyki |
| ----------------- | ---------- |
| Starty            | 22         |
| Zwycięstwa        | 1          |
| Miejsca na podium | 1          |
| Finalista         | 1          |
| Punkty            | 116        |

## Osiągnięcia
Indywidualne Mistrzostwa Świata Juniorów
- 2003 –  Kumla – 15. miejsce – 2 pkt →  wyniki
- 2004 –  Wrocław – 6. miejsce – 9 pkt →  wyniki
- 2005 –  Wiener Neustadt – 15. miejsce – 2 pkt →  wyniki

Drużynowy Puchar Świata
- 2003 – Zawody finałowe odbywały się w  Danii – 10. miejsce → wyniki

Indywidualne Mistrzostwa Europy Juniorów
- 2000 –  Lublana – 4. miejsce – 11+2 pkt →  wyniki
- 2002 –  Dyneburg – 13. miejsce – 4 pkt →  wyniki
- 2003 –  Pocking – 16. miejsce – 2 pkt →  wyniki